# Alat
Alat (tur. alât; dolazi od arap. mn. ālāt, jed. āla) je oruđe za oblikovanje materijala i izvođenje radnih operacija, izrađen od različita materijala, najčešće sa svojstvima poluge, kosine ili klina (jednostavni strojevi), na primjer kliješta, svrdlo, sjekira, čekić. Izrada alata i njihova uporaba bitna su značajka čovjeka, koji je isprva alatom rukovao samo svojom fizičkom snagom. S razvojem čovječanstva usavršavali su se i alati, od prapovijesnog kamenoga noža i kamene sjekire s drvenim drškom do suvremenoga visokokvalitetnog alata. Razvoj pogonskih strojeva (parni stroj, benzinski i električni motor) omogućio je zamjenu ručnih alata alatnim strojevima, kojima je alat sastavni dio, pa se alati prema tome mogu podijeliti na ručne i strojne. Moderna tehnologija usavršila je stare i razvila mnoge nove alate kako bi omogućila što bržu, vrsniju i jeftiniju proizvodnju.
S obzirom na način oblikovanja, razlikuju se alati koji materijal oblikuju odvajanjem čestica i alati koji ga oblikuju deformacijom (bez odvajanja čestica). U veliku i važnu skupinu alata za odvajanje čestica (najčešće je to skidanje strugotine) ubrajaju se: za tokarenje – tokarski noževi, za bušenje – spiralna svrdla, za postizanje veće točnosti izbušenih rupa – razvrtala, za proširenje i oblikovanje provrta – upuštala, za obradbu ravnih i oblikovanih površina – glodala, za izradbu navoja – ureznici i nareznice, za piljenje – lisne, tračne i kružne pile, za oštrenje alata i dotjerivanje površine – turpije, grebala i brusovi. Da bi alati za odvajanje čestica bili djelotvorni i trajni, moraju se izraditi od prikladna materijala, kao što su brzorezni čelici i tvrdi metali, a za brusove dijamant, korund i karborund (trgovačko ime za silicijev karbid). Alati koji ne odvajaju čestice mogu se svrstati u alate za sječenje, rezanje, probijanje i plastično oblikovanje. Ručni alati koji ne odvajaju čestice u prvom su redu sjekala za sječenje metalnih i nemetalnih materijala, škare za rezanje te čekići, usadnici i nakovnji različitih izmjera i masa za kovanje, poravnavanje, sječenje, probijanje i raskivanje. Među strojnim alatima što ne odvajaju čestice najvažnije su štance, koje čine skupinu alata za oblikovanje odrezivanjem i deformacijom, a specijalizirane su za masovnu proizvodnju različitih predmeta i redovito se upotrebljavaju u prešama. Razlikuju se štance za rezanje proizvoda od lima, te štance za plastično oblikovanje.

## Podjela alata
Primjena i razvoj alata usporedno su vezani uz razvoj ljudskog društva i civilizacije. Osnovni cilj je bio olakšati i ubrzati rad. Poseban zamah u razvoju alata uzrokovan je masovnom proizvodnjom različitih uređaja i opreme (na primjer: automobila), gdje se zahtjeva što kraće vrijeme pripreme i proizvodnje, kako bi se smanjili troškovi poslovanja. Današnje alate nazivamo pomoćnim priborom ili mehanizmima u procesu izrade proizvoda i njegove kontrole. Mogu se podijeliti, odnosno razvrstati po različitim kriterijima.

### Podjela alata prema djelatnosti
Prema djelatnosti se alati mogu podijeliti na alate:
- za obradu metala,
- za obradu drva,
- za obradu polimera,
- građevinski alati,
- poljoprivredni alati,
- ostali alati u obrtništvu i domaćinstvu (urarski, postolarski, zlatarski, frizerski, krojački).

### Podjela alata u strojarstvu
Opća podjela alata strojarske struke:
- rezni alat u izravnom dodiru obrađuje materijal i oblikuje proizvod (glodalo, nož);
- stezni alat posreduje između reznog alata, obratka i stroja, te na taj način utječe na oblikovanje proizvoda (stega, stezne glava);
- mjerni alat služi za mjerenje i kontrolu tijekom obrade (libela, metar, mikrometarski vijak, pomično mjerilo, mjerne rašlje, mjerne pločice, mjerni listići, mjerna ura, sinusno ravnalo, koordinatni mjerni uređaj, profilni projektor, kontrolni češalj za navoj);
- ručni alat služi za ručno obavljanje radova (kliješta, ključ).
- ručni alat s vlastitim pogonom je mali stroj s ručnim vođenjem (električna ručna bušilica, brusilica, polirka).

### Podjela alata prema načinu korištenja i nabave
Prema načinu korištenja i nabave alat se može podijeliti na:
- standardni alat: kupuje se gotov na tržištu i takav upotrebljava, za opću upotrebu i različite proizvode, standardiziran po kvaliteti i dimenzijama (primjeri: nož, glodalo, svrdlo, ključ);
- tipizirani alat: tipiziran i izrađen do visokog stupnja gotovosti, ali se ne može izravno upotrijebiti bez prethodne dorade ili dogradnje, ima određen oblik, ali mjere treba doraditi (primjeri: kućište štance, žigovi i izbacivači, štapići za profilne noževe);
- specijalni alat: ne može se kupiti gotov na tržištu, potrebno ga je napraviti ili naručiti, služi za izradu konkretnog proizvoda (primjeri: naprave za bušenje ili montažu, štance za rezanje i preoblikovanje, kalupi za prešanje polimera i tlačni lijev metala).

## Povijest alata
Povijest tehnologije je usko vezana uz povijest otkrića raznih alata i tehnika, a kako nijedno ljudsko društvo ne može opstati bez tehnologije, može se reći da je tehnologija stara koliko i samo ljudsko društvo. Bit čovjekova načina opstanka je izradba i korištenje alata, te kulturalno prenošenje tehnologije (to jest poduka novih naraštaja). Štoviše, izradba i uporaba alata dugo je smatrana osnovnom razlikom između nas i ostatka živoga svijeta. 

### Prapovijesna tehnologija
Prapovijesna tehnologija je vezana uz prapovijest koje je najdulje razdoblje u prošlosti čovječanstva. Početak prapovijesti određuje se prvim nalaskom alata hominida (negdje oko 2.500.000 godina pr. Kr.), a kraj s početkom ljudske pismenosti (tj. najstarijim nalazima ljudske pismenosti) - oko 3500. godine pr. Kr. Prapovijest se dijeli na dva velika razdoblja – kameno doba i metalno doba. Kameno doba dijeli se na starije (paleolitik), srednje (mezolitik) i mlađe kameno doba (neolitik), a metalno doba na bakreno, brončano i željezno doba.

### Tehnologija drevnih civilizacija
Tehnologija drevnih civilizacija se odnosi na urbanu revolucija, koja označava kraj kamenoga doba i početak brončanoga doba, kraj prapovijesti i početak povijesti, koja je započela prije otprilike 6000 godina na Bliskom istoku i u konačnici je dovela do prvih civilizacija, sa svim društvenim i povijesnim posljedicama koje ih prate: visoka gustoća stanovništva (veće populacije), gradovi, razvoj složenih i raslojenih društava (specijalizacija struka i oštrija podjela rada), centralizirana politička i gospodarska vlast (nastanak i organiziranje regionalnih država), institucije prisile (vojska, prikupljanja poreza, policija), vjerske institucije i klasa svećenika, monumentalna arhitektura (palače, hramovi, spomenici), širenje trgovine, novac, standardizirani utezi i mjere, kontrola nad mineralnim izvorima, nastanak pisma, matematike i astronomije.

### Tehnologija srednjeg vijeka
Tehnologija srednjeg vijeka u Europi je oblikovana zahvaljujući nizu međusobno povezanih tehnoloških novina: poljodjelska revolucija, nova vojna tehnika, oslanjanje na vodu i vjetar kao izvore energije. Taj tehnološki razvoj daje važan dio odgovora na pitanje kako se je i zašto Europa preobrazila od kulturne zabiti zasnovane na gospodarstvu jedva naprednijem od onog tradicionalnih neolitičkih zajednica u cvatuću i jedinstvenu, ali i agresivnu civilizaciju, koja će povesti svijet u razvoj znanosti i industrije. U usporedbi s Istokom i srednjovjekovnim Islamom, kršćanska je Europa još oko 1000. bila uglavnom "prazna". Prema nekim procjenama ju je nastanjivalo oko 22 milijuna ljudi, prema oko 60 milijuna u Kini, 80 milijuna u Indiji ili oko 40 milijuna pod vlašću muslimana. Stanovništvo drevnog Rima, koji je u antici bio milijunski grad, je palo na oko 35 000 ljudi, u Parizu je živjelo oko 20 000 ljudi, u Londonu oko 15 000. S druge je strane Kordoba pod vlašću Arapa brojila 450 000 stanovnika, Carigrad 300 000, Kaifeng u Kini 400 000, a Bagdad, tada najveći grad svijeta, oko 1 000 000. Europa je bila kulturna, intelektualna, gospodarska, tehnološka i demografska zabit koja je daleko zaostajala za tehnološkom i znanstvenom vitalnošću tadašnjih središta civilizacije u islamskom svijetu, Bizantu, Indiji i Kini.

### Industrijska revolucija
Industrijska revolucija je prevrat u proizvodnoj tehnici izazvan izumom i primjenom novih radnih strojeva koji su omogućili organizaciju proizvodnje u velikim razmjerima. Industrijska revolucija započela je najprije u engleskoj tekstilnoj industriji otkako je 1733. John Kay izumio leteći čunak (eng. flying shuttle), primjenom kojega se udvostručio radni učinak tkalaca. Time se pojavilo usko grlo u predionicama i potreba za poboljšanjem tehnika predenja. Problem su riješili Hargreavesovi strojevi, koji su omogućivali istodobno posluživanje više vretena (eng. jenny, 1760.), odnosno predenje 12 do 18 niti (eng. spinning jenny, 1767.), te Arkwrightov stroj za predenje na vodeni pogon (eng. water frame, 1769.). Daljnjim su izumima prošireni kapaciteti tkaonica i povećana je proizvodnja. Industrijska revolucija dobila je snažan poticaj otkrićem parnoga stroja J. Watta (patent 1769.), koji se ubrzo počeo masovno primjenjivati u industriji, oslobodivši je od izravne ovisnosti o prirodnim izvorima energije. Prva tvornica na parni pogon proradila je u Londonu 1772., a u Hrvatskoj je parni stroj prvi put primijenjen u tvornici papira u Rijeci 1835.

## Vanjske poveznice
- Alat Hrvatska tehnička enciklopedija, portal hrvatske tehničke baštine. LZMK